# Liste des personnages de Digimon Data Squad
Cet article met en avant la liste des personnages de la cinquième saison, intitulée Digimon Data Squad, des épisodes tirés de la franchise Digimon. Chaque élu et chaque Digimon (créature digitale) est représenté dans une liste distincte. L'adaptation des noms en français proviennent de la traduction VOSTFr de Titrafilm, datant de 2022.

Logotype international de la série Digimon Data Squad.

## DATS
La DATS (Digital Accident Tactics Squad) est une organisation gouvernementale visant à protéger le monde réel de toute menace. Plusieurs protagonistes en sont membres.

### Masaru et Agumon
- Masaru Daimon (大門 大?) est un jeune adolescent de quatorze ans préférant faire usage de ses poings dans les combats pour générer sa Digiâme. Il pense rarement avant d'agir.

- Agumon (アグモン?) est le partenaire Digimon de Masaru, différent du premier Agumon de la première saison, notamment en apparence par des bracelets rouges qu'il a sur ses bras. Poursuivi par la DATS la première fois qu'il entre dans le monde réel et nommé Raptor-1, Agumon croise le chemin de Masaru. Après avoir gagné la capacité de se digivolver en GeoGreymon lorsque Masaru obtient son Digivice, Agumon devient à la fois son partenaire Digimon mais également un membre de la DATS. Par la suite, Agumon est accepté par la famille de Masaru et peut désormais vivre chez lui. Agumon appelle souvent Masaru Frérot (兄貴, Aniki?) et son obsession pour la nourriture mène à des actions comiques dans la série. Dans le dernier épisode, Agumon gagne la capacité du mode Burst dans son combat contre Yggdrasil[1].
  - GeoGreymon (ジオグレイモン, Jiogureimon?) : Niveau champion d'Agumon, un Digimon de type dinosaure en version plus combattante que Greymon.
  - RizeGreymon (ライズグレイモン, Raizugureimon?) : Niveau ultime d'Agumon, un Digimon de type cyborg possédant un gigantesque revolver en guise de bras gauche.
  - ShineGreymon (シャイングレイモン, Shaingureimon?) : Niveau méga d'Agumon.

### Thoma et Gaomon
- Thoma H. Norshtein (トーマ・H・ノルシュタイ, Tōma H. Norushutain?) est un jeune adolescent de quatorze ans et est le petit génie du groupe. Miki et Megumi le décrivent comme un prince dans le troisième épisode. Il se bat pour sa sœur Relena pour qu'elle guérisse d'une maladie.

- Gaomon (ガオモン?) est le partenaire Digimon de Thoma. Il est très calme et patient ; dans sa première apparition, ses réponses sont « Bien, maître ! » lorsque Thoma lui donne des ordres[2].
  - Gaogamon: Niveau champion de Gaomon, un Digimon loup bleu.
  - MachGaogamon: Niveau ultime de Gaomon, il se tient sur ses pattes arrière et possède deux réacteurs dans le dos pour voler.
  - MirageGaogamon: Niveau méga de Gaogamon.

### Yoshino et Lalamon
- Yoshino Fujieda (藤枝 淑乃?) est la plus âgée de l'équipe. Elle est indépendante et se voit elle-même comme une grande sœur concernant ses partenaires. Malgré sa maturité avancée, Yoshino éprouve des difficultés à croire en elle durant les premiers épisodes. C'est à la suite d'un très intense complexe d'infériorité dont elle a souffert à cause de ses grandes sœurs lorsqu'elle était petite. Cependant, sa partenaire Lalamon l'aide à surmonter ce complexe.

- Lalamon (ララモン, Raramon?) est le partenaire Digimon de Yoshino, en forme de bourgeon.
  - Sunflowmon: Niveau champion de Lalamon, un Digimon en forme de tournesol.
  - Lilamon: Niveau ultime de Lalamon.
  - Rosemon: Niveau méga de Lalamon.

### Ikuto et Falcomon
- Ikuto Noguchi (野口 イクト?) n'est qu'un jeune garçon âgé de dix ans et également le plus jeune membre de la DATS. Il est absorbé par un portail digital lorsqu'il n'est encore qu'un bébé. Il finit dans le Digimonde, dans lequel Mercurymo, et Frigimon l'ont élevé ensemble avec Gotsumon et Falcomon. Sa vie bascule entièrement lorsque Frigimon, sa mère adoptive, est tuée par les serviteurs de Akihiro Kurata. Il est convaincu d'être un Digimon et pense que les humains sont des êtres maléfiques.

- Falcomon (ファルコモン, Farukomon?) est le partenaire Digimon de Ikuto , une sorte de volatile de type ninja, serviteur de Mercurymon. À l'exception de Ikuto, Falcomon détestait tous les humains. Cependant, lorsque la DATS vient dans le Digimonde pour affronter Mercurymon, l'avis fondée de Falcomon change lorsqu'il doit faire temporairement alliance avec Masaru et Thoma pour sauver Ikuto du virus qui l'ont infecté lui et Yoshino. Finalement, Falcomon suit Ikuto et rejoint également la DATS. 
  - Peckmon: Niveau champion de Falcomon.
  - Yatagaramon: Niveau ultime de Falcomon.
  - Ravemon: Niveau méga de Falcomon.

### Yushima
- Hiroshi Yushima (湯島 浩?) est le chef de l'organisation DATS, ancien investigateur privé et membre d'expédition dans le Digimonde. Au début de la série, il donne à Masaru son digivice. Le vieil homme apparaît occasionnellement pour donner quelques conseils à Masaru lors de ses combats.

- Kamemon est le partenaire Digimon de Yushima. Il se digivolve sous sa forme au niveau champion Gwappamon et plus tard sous sa forme au niveau ultime Shawujinmon.

### Capitaine Satsuma
- Capitaine Rentaro Satsuma (薩摩 廉太郎?) est le supérieur hiérarchique de Masaru, Thoma et de Yoshino, responsable et superviseur de toutes les opérations menées depuis la base. Auparavant, Satsuma était investigateur privé travaillant avec Hiroshi Yushima.

- Kudamon est le partenaire Digimon de Satsume, habituellement aperçu autour du cou de Satsume, comme une écharpe. Bien qu'il ne combat jamais, il peut, malgré tout, se digivolver en sa forme au niveau champion Reppamon, au niveau ultime, Qilinmon, et au niveau méga Sleipmon (sa véritable forme). Dans l'épisode 40, il avoue être un membre de la Garde Royale et d'avoir été envoyé par Yggdrasil dans le but de surveiller les humains.

### Miki et Megumi
Miki Kurosaki (黑崎 美樹) et Megumi Shirakawa (白川 惠) sont deux opératrices. Elles sont liées à deux PawnChessmon (un noir et un blanc). Leur rôle est d'identifier un Digimon lorsqu'il apparaît dans le Digimonde.
| Bébé 2    | Disciple | Champion    | Ultime        | Mega            |
| --------- | -------- | ----------- | ------------- | --------------- |
| Koromon   | Agumon   | Geo Greymon | Rize Greymon  | Shine Greymon   |
| Wanyamon* | Gaomon   | Gaogamon    | Mach Gaogamon | Mirage Gaogamon |
| Budmon    | Lalamon  | Sunflowmon  | Lilamon       | Rosemon         |
| Pinamon*  | Falcomon | Peckmon     | Yatagaramon   | Ravemon         |
|           |          |             |               |                 |
|           | Kudamon  | Reppamon    | Qilinmon      | Sleipmon        |
|           | Kamemon  | Gawappamon  | Shawujinmon   | Jumbo Gamemon*  |

* ces formes n'apparaissent pas dans la série animé mais ont été officialisés par la suite avec d'autres médias.

## Famille Daimon

### Pr. Suguru Daimon
- Professeur Suguru Daimon (大門 英?) est le père de Masaru et un membre d'expédition dans le Digimonde. Lorsque le groupe a été forcé de retourner dans le monde réel, il restait à l'arrière pour s'assurer qu'ils pouvaient d'échapper et, disparaît, finalement, dans des circonstances mystérieuses. C'est en tout cas ce qu'affirme Mercurymon. Suguru a dû rester dans le Digimonde pour y trouver le « dieu » Yggdrasil.

- BanchoLeomon est le partenaire Digimon de type humanoïde de Pr. Suguru Daimon.

### Sayuri Daimon
Sayuri Daimon (大門 小百合) est la mère de Masaru et Chika, ainsi que l'épouse de Suguru Daimon.

### Chika Daimon
- Chika Daimon (大門 知香?) est la sœur de Masaru.

- Biyomon est le partenaire Digimon de Chika. Biyomon ressemble à un énorme oiseau rose possédant un anneau sur l'une de ses jambes. Il se digivolve depuis sa forme Puwamon dit « Puipui » en Aquilamon, puis en Garudamon. Biyomon est battu par RizeGreymon lorsqu'il se digivolve en Aquilamon et en Garudamon.

## Digimon et entités digitales

### Yggdrasil
- Yggdrasil (イグドラシル, Igudorashiru?) est le nom d'un personnage de fiction dans plusieurs itérations de la franchise Digimon. Il apparaissait déjà en tant que source mère dans le Virtual pet Digimon et d'autres produits dérivés. Il apparaît sous la forme d'un personnage dans Digital Monster X-Evolution et Digimon Data Squad.

Yggdrasil est une unité centrale qui contrôle le digimonde, monde dans lequel vivent tous les Digimon. Son immense puissance lui fait valoir son nom de « Dieu du digimonde ».

## Antagonistes

### Akihiro Kurata
Akihiro Kurata était autrefois membre d'expédition dans le monde digital, parmi Yushima, Satsuma, Dr. Suguru Daimon et d'autres. Cet évènement a conduit Akihiro a haïr tous les Digimon. Il a mené une armée de soldats pour tuer tous les Digimon, mais elle a été stoppée par Mercurymon. Il réapparaît des années plus tard pour continuer ce qu'il avait commencé. Akihiro est le créateur de Gizmon.